# Національний стадіон (Ліма)
«Національний стадіон» або «Естадіо Насіональ де Перу» (ісп. Estadio Nacional de Peru) — універсальна спортивна споруда в Лімі, Перу,  головна спортивна арена Перу.
Стадіон побудований 1951 року, відкритий у 1952 році. У 1992, 1996, 2004, 2011 роках був реконструйований, у 2004, 2011 роках із розширенням кількості сидячих місць.
На стадіоні проводяться культурні заходи національного та регіонального масштабів. Арена є однією із домашніх для збірних команд Перу із різних видів спорту, зокрема для збірної Перу з футболу.